# Siêu ban nhạc
Vào cuối thập niên 60 của thế kỷ 20, khái niệm siêu ban nhạc để miêu tả là "ban nhạc rock bao gồm những thành viên đã từng nổi tiếng trong vai trò solo hay ban nhạc".
Trong một vài trường hợp, siêu ban nhạc còn dành để chỉ cho nhóm nhạc có các thành viên sau này trở nên nổi tiếng. Siêu ban nhạc thường tồn tại không lâu và họ chỉ ra mắt 1 thậm chí 2 album chủ yếu mang tính đại diện. Đôi lúc họ tham gia vào các dự án nhỏ hơn và có thể trở thành một dự án quan trọng của một vài thành viên.

## Ra đời
Khái niệm này ra đời vào năm 1968 với album Super Session với Al Kooper, Mike Bloomfield, và Stephen Stills. Sự kết hợp của bộ tứ Crosby, Stills, Nash & Young là một ví dụ khác, đem lại thành công cho những ban nhạc gốc của họ (The Byrds, Buffalo Springfield, và The Hollies). Người sáng lập tạp chí Rolling Stone, Jane Wenner đánh giá rằng ban nhạc Cream, được thành lập năm 1966, là siêu ban nhạc đầu tiên của lịch sử. Người viết nhạc cũng được kể tới trong khái niệm này, nhất là khi họ đã có được thành công vang dội trước đó, giống như trường hợp của Jimmy Page của Led Zeppelin khi họ mới thành lập. Ngược lại, khái niệm này cũng nhằm tới những nhóm nhạc mà các thành viên của họ đã từng có được những thành công lớn trước khi ban nhạc đã tan rã, như The Beatles, Pink Floyd, Queen, Genesis, Yes,...
Khái niệm này cũng để nói về một ban nhạc vốn đang tồn tại song tuyển thêm những nghệ sĩ thành danh khác tới, ví dụ như Van Halen với Sammy Hagar và Gary Cherone, The Eagles với Joe Walsh và Timothy B. Schmit, và Styx với Lawrence Gowan và Ricky Phillips.

## Đánh giá
Năm 1974, tờ Time viết bài báo có nhan đề "Return of a Supergroup" cho rằng siêu ban nhạc "tiềm năng song chỉ là một hiện tượng ngắn hạn" và là "một hỗn thể từ những tài năng đầy bất đồng từ các ban nhạc khác". Bài báo đề cập tới vài ban nhạc như Cream hay Blind Faith "chơi nhạc tại những sân khấu lớn và kiếm được siêu lợi nhuận, đôi khi cả những siêu âm nhạc" và những buổi trình diễn "thể hiện đồng thời tính cá nhân". Tuy nhiên, họ cũng nói "thứ âm nhạc đó tạo nên sự phấn khích hiển nhiên, song cũng vì thế sự tan vỡ là không thể tránh khỏi".
Bài viết "Super or blooper?" năm 2008 của Chris DeVille, cùng với đó là phụ chú "Supergroups: So much promise, so often squandered", viết rằng "khi các rocker cùng tập hợp trong một ban nhạc mới, họ sẽ có được nhiều sự chú ý, song những cái tôi hiếm khi chịu nhún nhường như khi với những gì đã từng giúp họ trở nên nổi tiếng trước kia". DeVille lấy ví dụ những siêu ban nhạc như Crosby, Stills, Nash & Young, Emerson, Lake & Palmer, Fantômas, Velvet Revolver. Tác giả cũng nói rằng nhiều dự án đôi khi là "sự lầm lỡ", có thể kể tới Blind Faith, The Highwaymen, Traveling Wilburys, Audioslave, Zwan, Eyes Adrift, và The Good, the Bad & the Queen.

## Các nhóm nhạc nổi tiếng

### Thập niên 60
- Cream (1966-1968), với Eric Clapton (The Yardbirds, John Mayall & the Bluesbreakers), Jack Bruce (John Mayall & the Bluesbreakers, Manfred Mann, Graham Bond Organisation) và Ginger Baker (Graham Bond Organisation).
- Crosby, Stills, Nash & Young (thành lập năm 1968), với David Crosby (The Byrds), Stephen Stills (Buffalo Springfield), Graham Nash (The Hollies) và Neil Young (Buffalo Springfield, từ năm 1969).
- Blind Faith (1969), với Eric Clapton (The Yardbirds, John Mayall & the Bluesbreakers, Cream, The Dirty Mac), Ginger Baker (Graham Bond Organisation, Cream), Steve Winwood (Traffic, The Spencer Davis Group) và Rick Grech (Family).
- Plastic Ono Band (1969-1975), với John Lennon (The Beatles), Yoko Ono, Klaus Voormann, Alan White, Eric Clapton.

### Thập niên 70
- Cosmic Jokers (1974), siêu ban nhạc của Krautrock tập hợp các ban nhạc hàng đầu nước Đức.
- Derek and the Dominos (1970-1971), với Eric Clapton (The Yardbirds, John Mayall & The Bluesbreakers, Cream, The Dirty Mac, Blind Faith), Duane Allman (The Allman Brothers Band), Bobby Whitlock (Delaney & Bonnie and Friends), Carl Radle (Gary Lewis & the Playboys) và Jim Gordon (The Everly Brothers, The Beach Boys, Gene Clark, The Byrds).
- Emerson, Lake and Palmer (1970-1978), với Keith Emerson (The Nice), Greg Lake (King Crimson) và Carl Palmer (Atomic Rooster).
- Beck, Bogert & Appice (1972-1974), với Jeff Beck (The Yardbirds, Jeff Beck Group), Tim Bogert và Carmine Appice (cả Vanilla Fudge lẫn Cactus).
- West, Bruce and Laing (1972-1974), với Jack Bruce (Cream), Leslie West (Mountain) và Corky Laing (Mountain).
- Journey (1973-1987), với Gregg Rolie (Santana), Neal Schon (Santana), Ross Valory (Steve Miller Band) và Prairie Prince (The Tubes).
- Bad Company (1973-1982), với Paul Rodgers (Free), Mick Ralphs (Mott the Hoople), Boz Burrell (King Crimson) và Simon Kirke (Free).
- UK (1977-1980), với Eddie Jobson (Roxy Music), John Wetton (King Crimson, Uriah Heep), Allan Holdsworth (Gong, Soft Machine) và Bill Bruford (Yes, King Crimson).

### Thập niên 80
- Asia (từ 1981), với Geoff Downes (Yes, The Buggles), John Wetton (King Crimson, Uriah Heep, UK), Steve Howe (Yes) và Carl Palmer (Emerson, Lake and Palmer, Atomic Rooster).
- New Race (1981), với Rob Younger, Deniz Tek, Warwick Gilbert (bao gồm cả Radio Birdman), Ron Asheton (The Stooges) và Dennis Thompson (MC5).
- The Glove (1983), với Robert Smith của The Cure và Steven Severin của Siouxsie & the Banshees.
- This Mortal Coil (1984-1991), thành lập bởi Ivo Watts-Russell với các thành viên từ Buzzcocks, Cindytalk, Cocteau Twins, Dead Can Dance, Siouxsie and the Banshees, Pixies, Shelleyan Orphan, Throwing Muses.
- The Firm (1984-1986), với Paul Rodgers (Free, Bad Company), Jimmy Page (Led Zeppelin), Tony Franklin (Roy Harper) và Chris Slade (Uriah Heep).
- Power Station (1984-1985), với John Taylor (Duran Duran), Andy Taylor (Duran Duran), Tony Thompson (Chic) và Robert Palmer.
- The Highwaymen (1985-2002), với Johnny Cash, Waylon Jennings, Willie Nelson và Kris Kristofferson.
- Mike + The Mechanics (từ 1985), với Mike Rutherford (Genesis), Paul Carrack (Ace, Squeeze), Paul Young (Sad Café), Adrian Lee (Cliff Richard, Toyah) và Peter Van Hooke
- Emerson, Lake and Powell (1986), với Keith Emerson (Emerson, Lake and Palmer, The Nice), Greg Lake (Emerson, Lake & Palmer) và Cozy Powell (Jeff Beck Group, Rainbow, Michael Schenker Group, Whitesnake)
- GTR (1986), với Steve Hackett (Genesis), Steve Howe (Yes, Asia), Max Bacon (Bronz), Phil Spalding (Bernie Torme, Toyah, Mike Oldfield) và Jonathan Mover (Steve Vai).
- Los Carayos (1986-1994), với François Hadji-Lazaro (Les Garçons Bouchers, Pigalle), Manu Chao (Hot Pants, Mano Negra), Antoine Chao, Alain Wampas (Les Wampas, Mano Negra), và Schultz (Les Porte Mentaux, Parabellum).
- Rapeman (1987-1989), với Steve Albini (Big Black), David Wm. Sims (Scratch Acid) và Rey Washam (Scratch Acid, Big Boys).
- Bad English (1988-1991), với John Waite (The Babys), Neal Schon (Santana, Journey), Jonathan Cain (The Babys, Journey), Ricky Phillips (The Babys, Styx) và Deen Castronovo (Ozzy Osbourne, Journey).
- Alias (1988-1990), với Freddy Curci (Sheriff), Steve DeMarchi (Sheriff), Roger Fisher (Heart), Steve Fossen (Heart) và Mike DeRosier (Heart).
- Traveling Wilburys (1988-1990), với George Harrison (The Beatles), Bob Dylan, Tom Petty (Tom Petty & The Heartbreakers), Jeff Lynne (Electric Light Orchestra) và Roy Orbison.

### Thập niên 1990
- Fourplay (1990), với Bob James, Lee Ritenour, Nathan East và Harvey Mason.
- Temple of the Dog (1991), với Chris Cornell (Soundgarden), Matt Cameron, Stone Gossard (Mother Love Bone), Jeff Ament (Mother Love Bone), Mike McCready và Eddie Vedder.
- VoodooCult (1994-1995), với Chuck Schuldiner † (Death, Control Denied), Dave Lombardo (Slayer, Testament, Fantômas), Mille Petrozza (Kreator, Tormentor), Waldemar Sorychta (Despair, Grip Inc) và Philip Boa.
- Mad Season (1994-1999), với Layne Staley (Alice in Chains), Mike McCready (Pearl Jam), Mark Lanegan (Screaming Trees, Queens of the Stone Age), Barrett Martin (Skin Yard, Screaming Trees), John Baker Saunders (The Walkabouts) và Skerik (Les Claypool).
- Neurotic Outsiders (1995-1996), với Duff McKagan (Guns N' Roses), Matt Sorum (Guns N' Roses), John Taylor (Duran Duran) và Steve Jones (Sex Pistols).
- Liquid Tension Experiment (1997-1999), với John Petrucci (Dream Theater), Jordan Rudess (Dixie Dregs, Dream Theater), Mike Portnoy (Dream Theater) và Tony Levin (King Crimson, Peter Gabriel).
- Me First And The Gimme Gimmes (từ 1997) với Spike Slawson (Swingin' Utters), Fat Mike (Nofx), Joey Cape và Dave Raun (Lagwagon) và Chris Shifflett (Foo Fighters, No Use For A Name)
- Fantômas (từ 1998), với Mike Patton (Faith No More, Mr. Bungle), Buzz Osborne (Melvins), Dave Lombardo (Slayer) và Trevor Dunn (Mr. Bungle, Secret Chiefs 3).
- Eibon (1999), với Satyr (Satyricon), Phil Anselmo (Pantera), Fenriz (Darkthrone), Kiljoy (Necrophagia) và Maniac (Mayhem).
- A Perfect Circle (1999-2006), với Billy Howerdel, Maynard James Keenan (Tool), Josh Freese (The Vandals), Paz Lenchantin và Troy Van Leeuwen (Failure).
- Transatlantic (1999 -), với Neal Morse (Spock's Beard), Mike Portnoy (Dream Theater), Roine Stolt (The Flower Kings) và Pete Trewavas (Marillion).
- Down (1991 -), với Phil Anselmo (Pantera, Superjoint Ritual), Pepper Keenan (Corrosion of Conformity), Kirk Windstein (Crowbar), Rex Brown (Pantera) và Jimmy Bower (Crowbar).

### Thập niên 00
- The Damning Well (2003) với Richard Patrick (Filter), Josh Freese (The Vandals), Danny Lohner (Nine Inch Nails) và Wes Borland (Limp Bizkit).
- Bloodbath (từ 2000), với Dan Swanö (Edge of Sanity), Mikael Åkerfeldt (Opeth), Anders "Blakkheim" Nyström (Katatonia, Diabolical Masquerade), Jonas Renkse (Katatonia), Martin "Axe" Axenrot (Opeth), Per "Sodomizer" Eriksson (Katatonia) và Peter Tägtgren (Hypocrisy, Pain).
- Oysterhead (2000-2001), với Stewart Copeland (The Police), Trey Anastasio (Phish) và Les Claypool (Primus).
- Tomahawk (từ 2000), với Mike Patton (Fantômas, Mr. Bungle, Faith No More), Jon Stainer (Helmet), Duane Denison (The Jesus Lizard) và Kevin Rutmanis (Melvins, The Cows).
- Zwan (2001-2003), với Billy Corgan (The Smashing Pumpkins và Starchlidren, The Marked), Jimmy Chamberlin (The Smashing Pumpkins, The Last Hard Men, Starchildren), Paz Lenchantin (A Perfect Circle), David Pajo (Slint, Tortoise, The For Carnation, Papa M) và Matt Sweeney (Skunk, Chavez).
- Audioslave (2001-2007), với Chris Cornell (Soundgarden) và Tom Morello, Tim Commerford và Brad Wilk (Rage Against the Machine).
- Colonel Claypool's Bucket of Bernie Brains (2002-2004), với Les Claypool (Primus), Buckethead (Buckethead, Guns N' Roses), Bernie Worrell (Praxis) và Brian Mantia (Primus, Praxis, Tom Waits).
- Velvet Revolver (từ 2002) với Slash (Guns N' Roses), Matt Sorum (Guns N' Roses), Duff Rose McKagan (Guns N' Roses) và Scott Weiland (Stone Temple Pilots).
- Ataxia (từ 2004), với John Frusciante (Red Hot Chili Peppers), Joe Lally (Fugazzi) và Josh Klinghoffer.
- The Dissociatives (2004), với Daniel Johns (Silverchair), DJ Paul Mac, Julian Hamilton và Kim Moyes (The Presets).
- The Raconteurs (từ 2005), với Jack White (The White Stripes), Brendan Benson, Jack Lawrence (The Greenhornes, Blanche) và Patrick Keeler (The Greenhornes).
- Angels & Airwaves (từ 2005), với Tom DeLonge (Blink-182 và Box Car Racer), David James Kennedy (Box Car Racer, Built To Last, Over My Dead Body và Hazen Street), Matt Wachter (30 Seconds to Mars) Atom Willard (The Offspring, The Special Goodness, Rocket from the Crypt, American Hi-Fi, và Melissa Auf der Maur).
- +44 (từ 2005), với Mark Hoppus (Blink-182), Shane Gallagher (Mercy Killers và The Nervous Return), Craig Fairbaugh (Mercy Killers, Lars Frederiksen and the Bastards), Travis Barker (The Aquabats, Blink-182, Box Car Racer, Transplants và Expensive Taste).
- Battle of Mice (từ 2006), Julie Christmas (Made Out of Babies), Josh Graham (Neurosis), Tony Maiome (Pere Ubu), Joe Tomino (The Fugees).
- I (từ 2006), với Abbath (Immortal), Armagedda (Immortal), TC King (Gorgoroth), Ice Dale (Enslaved).
- Osaka Popstar (từ 2006), với John Cafiero, Jerry Only (Misfits), Dez Cadena (Black Flag, The Misfits), Ivan Julian (The Voidoids) và Marky Ramone (Ramones, The Voidoids, The Misfits).
- The Good, the Bad and the Queen (từ 2007), với Damon Albarn (Blur, Gorillaz), Simon Tong (The Verve), Paul Simonon (The Clash) và Tony Allen (Fela Kuti).
- The Last Shadow Puppets (từ 2008), với Alex Turner (Arctic Monkeys), và Miles Kane (The Rascals).
- SMV (từ 2008), với Stanley Clarke, Marcus Miller và Victor Wooten.
- The Soultronics (2000, The Voodoo Tour), với James poyser, Pino Palladino, Questlove, F.Knuckles, Jeff Lee Johnson, Chalmers Alford, Roy Hargrove, Russell Gunn, Franck Lacy, Jacques Schwarz-Bart, Anthony Hamilton, Shelby johnson và Anthony Hamilton.
- Medication, với Logan Mader (Machine Head, Soulfly), Whitfield Crane (Another Animal, Ugly Kid Joe), BBlunt (Adayinthelife), Kyle Sanders (Bloodsimple) và Roy Mayorga (Stone Sour, Soulfly)
- The Dead Weather, với Jack White (The White Stripes, The Raconteurs), Alison Mosshart (The Kills), Dean Fertita (Queens of the Stone Age), Jack Lawrence (The Raconteurs).
- The Head Cat, với Lemmy Kilmister (Motörhead), Slim Jim Phantom (The Stray Cats), và Danny B. Harvey (Lonesome Spurs, The Rockats)
- Chickenfoot (từ 2008) với Sammy Hagar (Van Halen), Michael Anthony (Van Halen), Joe Satriani và Chad Smith (Red Hot Chili Peppers).
- Mongrel (từ 2008) với Jon McClure (Reverend and the Makers), Lowkey (Poisonous Poets), Andy Nicholson (Arctic Monkeys), Joe Moskow (Reverend and the Makers), Drew McConnell (Babyshambles), Matt Helders (Arctic Monkeys).
- Monsters Of Folk (từ 2009) với Conor Oberst (Bright Eyes), Mike Mogis (Bright Eyes), Jim James (My Morning Jacket) và M. Ward.
- Them Crooked Vultures (từ 2009) với John Paul Jones (Led Zeppelin), Dave Grohl (Nirvana, Foo Fighters) và Josh Homme (Kyuss, Queens of the Stone Age).
- Atoms for Peace (từ 2009) với Thom Yorke (Radiohead), Flea (Red Hot Chili Peppers), Nigel Godrich (nhà sản xuất của Radiohead), Joey Waronker, Beck, Elliott Smith, The Smashing Pumpkins, Ima Robot, Walt Mink) và Mauro Refosco.

### Thập niên 10
- Mt. Desolation (2010) với Tim Rice-Oxley (Keane), Jesse Quin (Jesse Quin and the Mets, Keane), Ronnie Vannucci Jr. (The Killers), John Roderick (The Long Winters), Tom Hobden (Noah and The Whale), Jessica Staveley (The Staves), và vài nghệ sĩ khác ít tên tuổi hơn.
- SuperHeavy (2011) với Mick Jagger (Rolling Stones), Joss Stone, Dave Stewart (Eurythmics), Damian Marley, và A. R. Rahman.
- AxeWound  (2012) với Matt Tuck (Bullet for my Valentine), Liam Comier (Cancer Bats), Mike Kingswood (Glamour of the kill), Joe Copcutt (Rise to Remain), Jason Bowld (Pitchshifter).

## Mở rộng
Khái niệm này được mở rộng trong nhiều trường hợp khác, bao gồm các siêu ban nhạc không hát rock, hoặc không cho ra album, hoặc chỉ tồn tại trong các buổi diễn trực tiếp hoặc chương trình từ thiện.
- Million Dollar Quartet (1956) – bao gồm Elvis Presley, Jerry Lee Lewis, Carl Perkins và Johnny Cash. Bộ tứ triệu đô chỉ thu âm đúng 47 ca khúc cùng nhau trước khi tan rã.
- Eric Clapton's Powerhouse (1966) – bao gồm Eric Clapton (The Yardbirds, John Mayall & the Bluesbreakers, Cream), Paul Jones (Manfred Mann), Jack Bruce (John Mayall & the Bluesbreakers, Manfred Mann, Graham Bond Organisation, Cream), Steve Winwood (The Spencer Davis Group, Traffic), Pete York (The Spencer Davis Group), và Ben Palmer. Ban nhạc này không phát hành album mà mang tên trong dự án What's Shakin của Elektra Records.
- The Dirty Mac (1968) – bao gồm John Lennon (The Beatles), Eric Clapton (The Yardbirds, John Mayall & the Bluesbreakers, Cream), Keith Richards (The Rolling Stones), Mitch Mitchell (The Jimi Hendrix Experience). Ban nhạc này chỉ tham gia trình diễn ở liveshow The Rolling Stones Rock and Roll Circus.
- The Word (2000) – bao gồm John Medeski (Medeski, Martin & Wood), Robert Randolph (Robert Randolph and the Family Band), Luther Dickinson (North Mississippi Allstars, The Black Crows), Chris Chew (North Mississippi Allstars), Cody Dickinson (North Mississippi Allstars).
- Child Rebel Soldier (từ 2007) với Lupe Fiasco, Kanye West, và Pharrell Williams.
- S.K.I.N. (2007) – bao gồm Yoshiki (X Japan, Globe), Gackt (Malice Mizer, solo), Sugizo (Luna Sea, X Japan, Juno Reactor, solo), Miyavi (Dué le Quartz, solo). Tới nay ban nhạc này chỉ tham gia live, chưa từng ra mắt album.
- NKOTBSB (2010) – bao gồm New Kids on the Block và Backstreet Boys. Ban nhạc đã cho ra mắt album chung NKOTBSB (2011).
- Các siêu ban nhạc từ thiện: Band Aid ("Do They Know It's Christmas?"), USA for Africa ("We Are the World") và Northern Lights ("Tears Are Not Enough").